# Eophileurus assamensis
Eophileurus assamensis är en skalbaggsart som beskrevs av Leon Fairmaire 1898. Eophileurus assamensis ingår i släktet Eophileurus och familjen Dynastidae. Inga underarter finns listade i Catalogue of Life.